# Charles-François des Monstiers de Mérinville
 (août 2025).
Si vous disposez d'ouvrages ou d'articles de référence ou si vous connaissez des sites web de qualité traitant du thème abordé ici, merci de compléter l'article en donnant les références utiles à sa vérifiabilité et en les liant à la section « Notes et références ».
 Charles-François des Monstiers de Mérinville, né le 2 février 1682 à Paris et mort à Chartres le 10 mai 1746, est un prélat français du XVIIIe siècle.

## Biographie
Il est fils ainé de Charles de  Monstiers, « comte » de Mérinville et de Rieux, gouverneur de Narbonne, et de Marguerite de Grave. Il est un neveu à la mode de Bretagne de Paul Godet des Marais, évêque de Chartres. Sa sœur Denise-Françoise de Monstiers est abbesse de l'abbaye Notre-Dame de l'Eau de 1732 à 1759.
Charles-François des Montiers de Mérinville est docteur en théologie de  la faculté de Paris,  archidiacre de Pincerais et vicaire général et coadjuteur de l'évêque Paul Godet des Marais , son oncle à la mode de Bretagne. 
Il succède à ce dernier en 1710. Charles-François est aussi abbé de Saint-Calais et d'Igny. Évêque de Chartres, il fait bâtir le séminaire de Beaulieu et le petit séminaire de Saint-Charles.

## Succession apostolique
Charles-François des Monstiers de Mérinville a ordonné les évêques suivants :
- Évêque Paul-Alexandre de Guénet (1728)
- Évêque Jean-Joseph de Fogasses d'Entrechaux de La Bastie (1740)
- Archevêque Jean-Joseph Chapelle de Saint-Jean de Jumilhac (1742)